# HD75152
HD75152 — хімічно пекулярна зоря спектрального класу A5, що має видиму зоряну величину в смузі V приблизно  6,8.
Вона  розташована на відстані близько 271,6 світлових років від Сонця.